# 薩拉馬卡河
薩拉馬卡河（Saramacca River）是蘇利南的河流，發源自威廉明娜山，向北流經大西洋，海口座標5°51′N 55°53′W / 5.850°N 55.883°W。流域面積9,400平方公里，河道全長255公里，用作船運。
薩拉馬卡河的科學考察在1770年代開始，河流名稱可能來自阿拉瓦克人替河流取的名稱「Surama」。